# 邵敏 (人大代表)
邵敏（1972年—），江苏海门人，汉族，中华人民共和国政治人物、第十一届全国人民代表大会江苏地区代表。
毕业于中央广播电视大学工商管理专业，是中共党员。担任南通市崇川区和平桥街道党工委副书记。2008年起担任全国人大代表。